# MP35
Este artículo trata sobre el subfusil Bergmann, no confundirlo con el Erma EMP. Para el subfusil de la Steyr Mannlicher, véase MP34.
El MP35 (Maschinepistole 35, literalmente "Pistola ametralladora 35") era un subfusil empleado por la Wehrmacht, las Waffen-SS y la Policía alemana antes y durante la Segunda Guerra Mundial. Fue desarrollado a inicios de la década de 1930 por Emil Bergmann (hijo de Theodor Bergmann) y fabricado en Suhl por la Bergmann Waffenfabrik (que también construyó uno de los primeros subfusiles, el MP18).

## Historia
El predecesor del MP35 fue el MP32, que era producido bajo licencia de la firma Bergmann por la compañía danesa Schultz & Larsen y empleaba el cartucho 9 x 23 Bergmann (9 mm Largo). El modelo BMP32 fue actualizado posteriormente por la Bergmann y en 1934, surgió el subfusil Bergmann MP34 (no debe ser confundido con el Steyr MP34). La limitada capacidad de producción de la fábrica Bergmann hizo que fuese llevada a cabo en la fábrica de la Walther en Zella-Mehlis. Esta compañía produjo unos 2000 BMP34 para exportación y ventas a nivel nacional.
Se fabricaron varias variante del BMP34, con cañones de 200 mm o 320 mm. Durante 1935 surgió una versión simplificada del BMP34, que fue designada como Bergmann MP35/I. También se hicieron órdenes de producción inicial a la Walther, que fabricó unos 5000 subfusiles entre 1936 y 1940.
Con el inicio de la Segunda Guerra Mundial, la producción del MP35 nuevamente pasó de la Walther a la Junker & Ruh (código de fábrica ajf), que lo fabricó hasta 1944. La Junker & Ruh produjo durante la guerra unos 40 000 subfusiles MP35, casi todos siendo suministrados al Waffen-SS.

## Operación
El MP35 era un subfusil accionado por retroceso, que disparaba a cerrojo abierto y de forma selectiva. El arma tenía una manija de amartillado no reciprocante, situada en la parte posterior del cajón de mecanismos y accionada de forma similar al cerrojo de un fusil Kar 98k. Esto implicaba que el usuario debía levantar manualmente la manija, jalarla hacia atrás, empujarla hacia adelante y bajarla nuevamente. Cuando se disparaba con el subfusil, la manija de amartillado quedaba estacionaria.
El BMP32 tenía un seguro en la parte posterior del cerrojo (nuevamente en una ubicación similar a la del Kar 98k). Tanto en el BMP34 como en el MP35, el seguro fue reubicado al lado izquierdo del cajón de mecanismos. El tirador podía seleccionar el modo de disparo al apretar el gatillo de dos maneras - con una presión corta disparaba en modo semiautomático; con una presión larga disparaba en modo automático. El cargador era insertado desde el lado derecho del subfusil, eyectado los casquillos a la izquierda.
Al contrario de muchos otros subfusiles de la época, el cargador del MP35 era insertado desde su lado derecho. Las primeras versiones empleaban cargadores específicos, pero el BMP35 empleaba los cargadores diseñados por Hugo Schmeisser y compatibles con el MP28. El cañón estaba dentro de una camisa de enfriamiento ranurada con freno de boca.

## Historial de combate
Inicialmente fue conocido como el MP32, cuando fue adoptado por el ejército danés y empleando el cartucho 9 x 23 Bergmann; luego como el MP34 (que no es el mismo subfusil fabricado por la Steyr Mannlicher) cuando fue adoptado por el Ejército belga con la designación de Mitraillette 34.
Fue oficialmente adoptado por la Wehrmacht con la designación MP35. Su principal usuario fue el Waffen-SS.
El MP35 fue exportado a Bolivia, España, Etiopía y Suecia (donde fue designado como M39).

## Usuarios
- Alemania nazi
- Bolivia
- España
- Etiopía
- Hungría
- Suecia